# Maria João Rodrigues
Pour les articles homonymes, voir Maria João, João et Rodrigues (homonymie).
Maria-Joao Rodrigues, née le 25 septembre 1955 à Lisbonne, est conseillère spéciale du Premier ministre portugais José Sócrates chargée de la présidence portugaise de l'Union européenne et du traité de Lisbonne (juillet-décembre 2007). Elle pilote le groupe de haut niveau sur la démocratisation du programme Erasmus et doit rendre en juin 2007 un rapport sur ce sujet à la Commission européenne. Elle a été à l'origine de la stratégie dite de Lisbonne visant à faire de l'Europe l'économie de la connaissance la plus compétitive des grands pays occidentaux. Elle a participé aux premiers États généraux de l'Europe le 17 mars 2007 à Lille.

## Fonctions
- présidente du Conseil pour les sciences sociales auprès de la Commission européenne (6e programme-cadre de recherche et développement), constitué par des personnalités académiques européennes ;
- professeur d’économie à l’université de Lisbonne, Instituto Superior de Ciências do Trabalho e da Empresa (ISCTE), université de Lisbonne ;
- professeur d'économie politique européenne (European Economic Policies) à l'IEE-ULB (Institut d'études européennes de l'université libre de Bruxelles)[1]
- conseiller spécial de la présidence luxembourgeoise de l’Union européenne, chargée de la révision à mi-parcours de la stratégie de Lisbonne ;
- membre du conseil d'administration du European Policy Centre, Bruxelles ;
- conseiller du gouvernement brésilien dans une mission organisée par le Programme des Nations unies pour le développement (PNUD) ;
- ministre du Travail du Portugal.

En France, Maria João Rodrigues est membre des conseils du think tank Notre Europe depuis juillet 2006 (fondé par Jacques Delors en 1996) et depuis mai 2007 de l'ONG européenne EuropaNova.

## Ouvrages
- The New Knowledge Economy in Europe: A Strategy for International Competitiveness and Social Cohesion, 352 pages, éditeur : Edward Elgar Pub; édition New Ed (mai 2003),  (ISBN 1843764687)
- European Policies For A Knowledge Economy, 169 pages, éditeur : Edward Elgar Pub (4 novembre 2004),  (ISBN 1845420942)

## Distinctions
- Grand officier de l'ordre de l'Infant Dom Henri (2003)[3]
- Chevalier de l'ordre national de la Légion d'honneur (2005)[3]